# Mojzesovo
Mojzesovo (in ungherese Özdöge) è un comune della Slovacchia facente parte del distretto di Nové Zámky, nella regione di Nitra.